# داویت چالویان
داویت چالویان (ارمنی: Դավիթ Չալոյան؛ زاده ۳۰ سپتامبر ۱۹۹۷) بوکسور مرد اهل ارمنستان است که در مسابقات کشوری و بین‌المللی در مجموع موفق به کسب ۱ مدال نقره شده‌است.

## آمار بوکس حرفه‌ای
| خلاصه بوکس حرفه‌ای |       |        |
| ۸ مبارزه          | ۴ بُرد | ۴ شکست |
| با تصمیم داور     | ۴     | ۴      |